# Рассел, Александр (врач)

Титульная страница книги «Естественная история Алеппо» («Natural History of Aleppo») Александра Рассела. 1756 г.

Александр Рассел (англ. Alexander Russell; 1715, Эдинбург — 1768, Лондон) — шотландский натуралист, врач.

## Биография
Сын адвоката. Сводный брат Патрика Рассела (1726—1805), врача, натуралиста, герпетолога.
Изучал медицину в Эдинбургском университете. Стал доктором медицины. Около 1734 года поселился в Лондоне.
В 1740 году он отправился в Алеппо в качестве врача на английском заводе. Работая главным врачом города, завоевал доверие паши.
В 1754 году вернулся в Лондон и спустя два года опубликовал свой труд, посвященный Алеппо — «Естественная история Алеппо» («Natural History of Aleppo») с дневником борьбы с чумой в 1742—1744 годах. Книга содержит описание города и основных естественных природных объектов в его окрестностях, климата, жителей и болезни, особенно чуму, с методами, используемыми европейцами для сохранения здоровья. Книга содержит также первое известное описание сирийского хомячка.
В 1756 году был избран членом Лондонского Королевского общества.

## Избранные труды
- Testamen Medicum et Medicastrorum audacitate. Edin. 1709, 8vo.
- Natural History of Aleppo (1756)
- Of a remarkable Marine Production. Phil. Trans. 1762, Abr. xi. 635. Vorticella Ovifera Lin.
- Letter describing the Scammony Plant. Med. Obs. And Inq. i. p. 12, 1755.
- Account of two Paralytic Cases. Ib. p. 296.
- Cases of Lues Venerea cured by a solution of Corrosive Sublimate. Ib. ii. p. 88.
- Of several Hydatids discharged with the Urine. Ib. iii. p. 146. 1767.
- Experiments made with the Decoction of Mezereon in Venereal Nodes. Ib. p. 189.
- Case of almost universal Emphysema. Ib. p. 397.
- An Essay on his Character. Lond. 1770, 4to.